# Chrysidiomyia rugifrons
Chrysidiomyia rugifrons är en tvåvingeart som beskrevs av Schneider 2010. Chrysidiomyia rugifrons ingår i släktet Chrysidiomyia och familjen stekelflugor. Inga underarter finns listade i Catalogue of Life.